# 天主教阿奎教區
天主教阿奎教區（拉丁語：Dioecesis Aquensis）是天主教會在義大利的一個教區，屬都靈總教區。
福音在1世紀時就傳到當地，而教區剛則成立於323年，第一位主教名為聖馬焦里諾。當地教會在490年後經過多個外族入侵，到11世紀才恢復過來。教區於16世紀在嘉祿·鮑榮茂多次巡視以及教區主教與米蘭總教區總主教的頻繁書信往來見證了教務繁榮，但在17世紀上半葉又遭遇戰爭和瘟疫。
教區位於亞歷山德里亞省、阿斯蒂省、熱那亞省、薩沃納省和庫內奧省的交界，教座位於阿奎泰爾梅。2012年有教友144,600人，佔轄區總人口95.1%。教區下轄115個堂區，有101名司鐸。
現任教區主教為類斯·泰斯托雷，榮休主教為伯多祿·喬治·米基亞爾迪。